# Célébrité
Pour les articles homonymes, voir Celebrity.
Ne doit pas être confondu avec Vedette (personnalité).

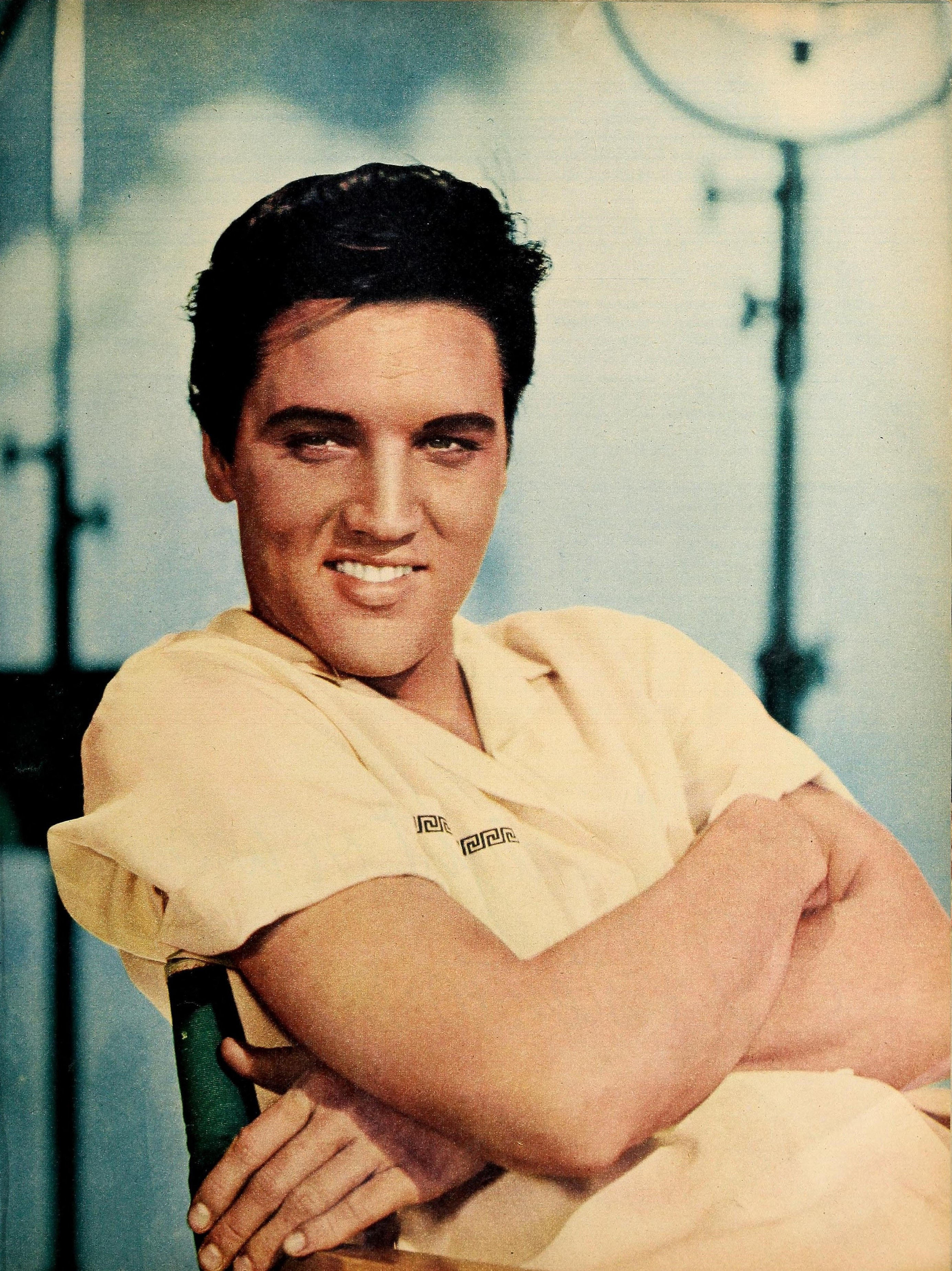
Elvis Presley était un chanteur et acteur dont les performances charismatiques et la voix distinctive ont révolutionné l'industrie musicale dans les années 1950, faisant de lui une icône au niveau mondial.

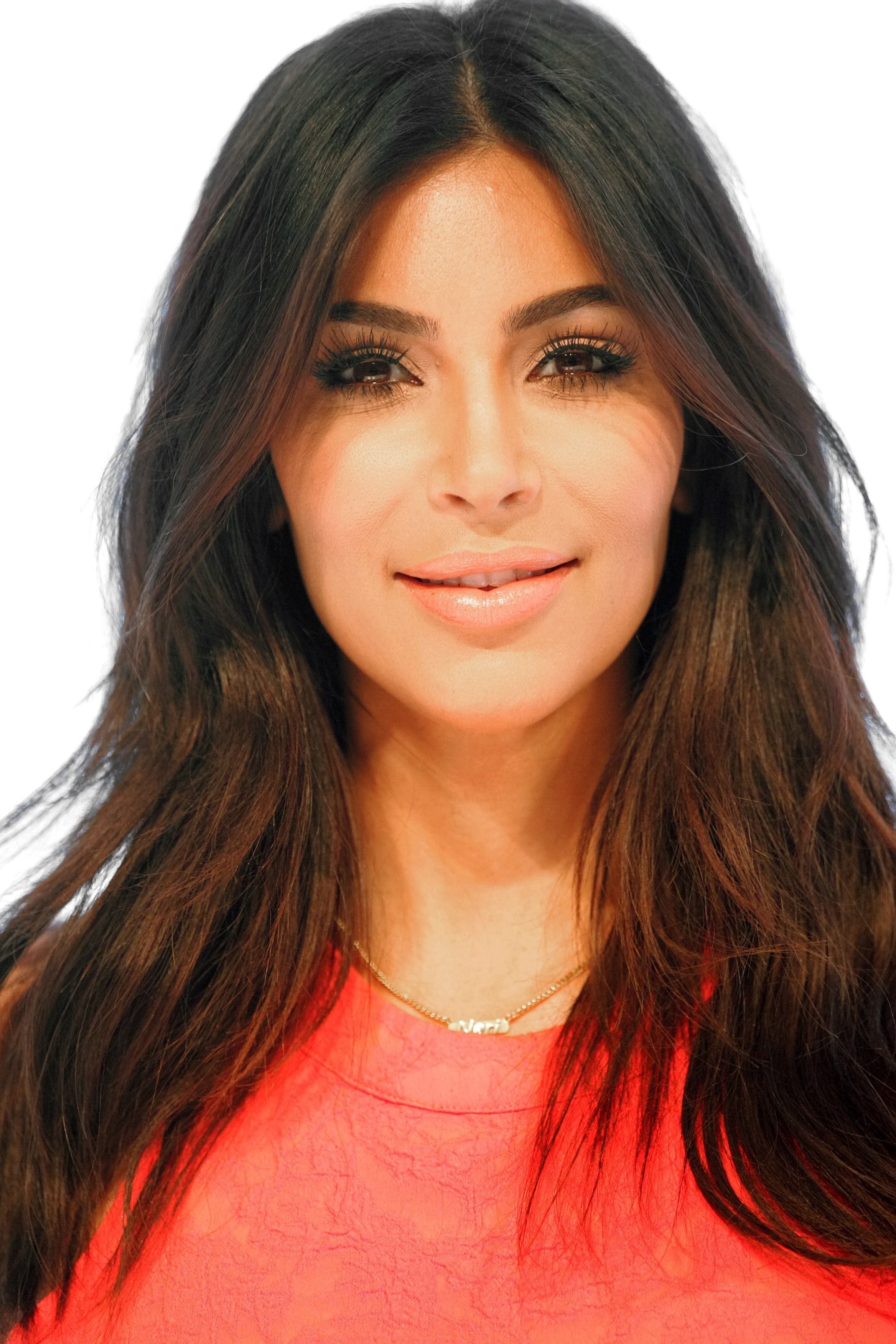
La personnalité médiatique Kim Kardashian est devenue célèbre grâce à la télé-réalité et aux médias sociaux, transformant sa visibilité en une marque puissante.

La célébrité est l'attention publique dont bénéficie une personne, un groupe, un événement, une œuvre, un lieu. Le mot vient du latin celebritas qui signifie « fréquentation nombreuse » d'un endroit, « affluence » et, au sens figuré, « renommée ». La célébrité est souvent relayée par les médias.
Par extension, une personne célèbre est une « célébrité », aussi appelée par son terme anglais de « star » (vedette), voire de « people » pour une personnalité médiatique sans réel talent.
Alors que la renommée est généralement considérée comme une condition préalable au statut de célébrité, elle n'est pas toujours suffisante. Il doit exister un niveau d'intérêt du public qui peut être ou non liée à la raison de la renommée. Nombre de personnalités sont célèbres uniquement pour une courte période, parfois après être apparues dans une émission de télévision ou avoir accompli une action exceptionnelle qui a attiré l'attention du public, comme d'avoir réussi un exploit ou atteint un record.

## Histoire
Dans son livre Célébrités mortes : l'histoire inattendue d'une célébrité, l'historien britannique Greg Jenner (en) utilise cette définition :

« Une célébrité (substantif) : Une personne unique qui a acquis une grande renommée grâce à la publicité dans les médias, dont la vie est présentée au public comme un spectacle dramatique, et dont la marque commerciale devient intéressante pour ceux qui profitent de sa réputation, et peut-être aussi pour elle-même. »

Le culte de la personnalité (surtout en Occident) remonte aux romantiques du XVIIIe siècle, dont les moyens d'existence en tant qu'artistes et poètes dépendaient de leur renommée. La création de centres culturels a été un facteur important dans le processus de création de la notoriété : par exemple Londres et Paris aux 18e et 19e siècles. Des rubriques laïques commencent à apparaître dans les journaux, et certains clubs et événements deviennent des lieux où l'on peut se faire remarquer pour gagner certaine notoriété.
Les acteurs de théâtre ont souvent été des célébrités. À la fin du XIXe siècle, les restaurants situés à proximité des théâtres où se retrouvaient les acteurs ont commencé à afficher sur les murs des caricatures ou des photographies des personnages célèbres. Lillie Langtry a fait ses débuts au théâtre du West End en 1881, faisant sensation à Londres en devenant la première personnalité mondaine à monter sur scène. L'année suivante, elle est devenue l'auteur d'une affiche de publicité pour le savon Pears Soap, devenant ainsi la première célébrité à soutenir un produit commercial, En 1895, le poète et dramaturge Oscar Wilde a été l'objet de « l'un des tout premiers procès impliquant des célébrités ».

## Conditions
Une personnalité publique, comme une personnalité politique ou un dirigeant d'une grande entreprise peut obtenir une certaine renommée, mais celle-ci ne peut devenir une célébrité que lorsque le public ou les médias se prennent d'intérêt pour elle.
Par exemple, dans les années 2000, le président de Virgin, Richard Branson, était un chef d'entreprise renommé mais il ne devint célèbre que lorsqu'il se lança dans diverses tentatives pour relever les défis de records en avion, ballon ou navire. Dans les années 2020, Elon Musk, dirigeant de Tesla et SpaceX, acquiert une grande notoriété dans le monde avec ses entreprises et projets singuliers, sa célébrité se renforçant encore avec l’acquisition du réseau social Twitter (X) et son rapprochement avec le président des États-Unis élu une deuxième fois, Donald Trump.

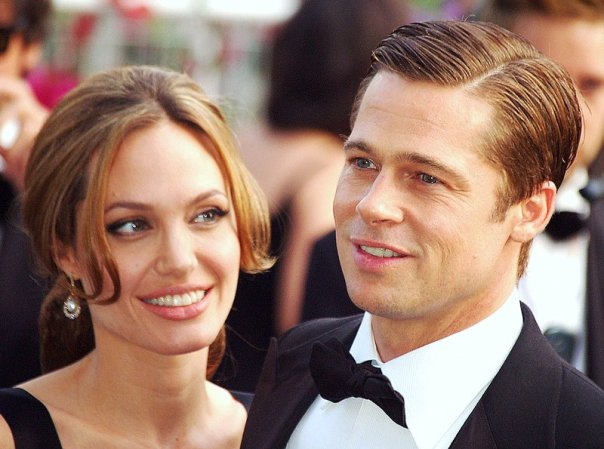
Angelina Jolie et Brad Pitt, un ancien couple de vedettes de cinéma très « people » et « glamour ».

Par ailleurs, des personnalités divertissantes du show business, comme des acteurs ou des chanteurs, deviennent des célébrités même si elles tentent délibérément d'échapper à l'attention des médias. On peut notamment citer dans les années 2000 le couple Angelina Jolie et Brad Pitt, deux acteurs de Hollywood dont l'union glamour renforça leur célébrité dans le monde.
Un individu peut devenir célèbre grâce à son métier, ses réussites ou sa notoriété sans avoir nécessairement une famille ou des relations pour lui venir en aide. Il existe cependant des familles dont chacun des membres peut se prévaloir d'un statut de célébrité. En Europe, les membres des familles royales (notamment la famille royale britannique) sont en général des célébrités dans leur pays, particulièrement lorsqu'elles sont associées à un scandale réel ou présumé. Aux États-Unis, c'est le cas de certaines familles de politiciens comme les Kennedy et les Bush, ou dans les familles richissimes comme les Hilton (avec le cas de Paris Hilton, « célèbre parce que célèbre »).
La célébrité peut aussi devenir un but en soi (obtenir le « quart d'heure de célébrité ») pour les participants anonymes des jeux de télé-réalité et diverses émissions télévisées. Divers individus cherchent aussi à se faire connaître par des séquences vidéos postées sur des sites web de réseaux sociaux ou des blogs personnels (YouTube, Facebook, Instagram, etc.).

## Portée

L'actrice et chanteuse Marilyn Monroe, devenue un sex-symbol et une célébrité mondiale à partir des années 1950.

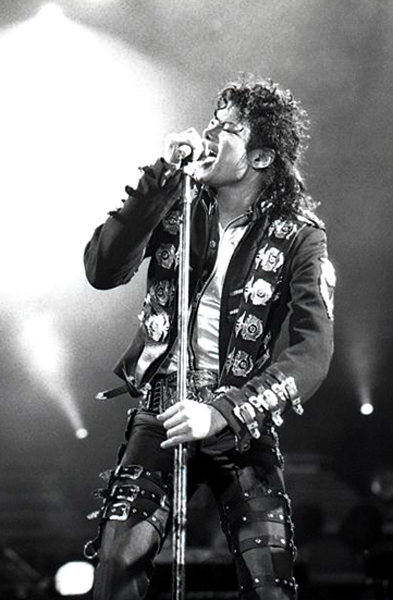
Le chanteur Michael Jackson, icône artistique et médiatique mondiale à partir des années 1980.

Un certain nombre de célébrités peuvent être considérées comme mondiales, c'est-à-dire que leur renommée s'étend à l'ensemble du monde et fait fi de la barrière des langues. Il s'agit souvent d'hommes d'État, des vedettes de cinéma, des vedettes du rock ou des sportifs d'élite : Marilyn Monroe, Alfred Hitchcock, Marlon Brando, John Lennon, Michael Jackson, Nelson Mandela, Lady Diana, Steven Spielberg, Elton John, David Beckham, Karl Lagerfeld, Madonna, Johnny Depp, Tom Cruise, Britney Spears, Barack Obama, Beyoncé, Cristiano Ronaldo et Lady Gaga en sont des exemples.
Chaque pays a son propre système de célébrité, avec une hiérarchie qui lui est propre. Dans certains pays, une célébrité doit avoir acquis une certaine notoriété hors des frontières du pays pour obtenir un statut de célébrité nationale, mais à un degré moindre de ce que l'on attend d'une célébrité globale.
Des entités sub-nationales, des régions ou des communautés culturelles (linguistiques, ethniques, religieuses) ont également leur propre système de célébrités, dans les domaines linguistique ou culturel, on peut citer les cas du Québec, de Porto Rico ou de la Suisse romande. Des journalistes locaux, des politiciens ou des artistes régionaux peuvent être des célébrités locales. Par exemple, le journaliste Darius Rochebin, célèbre en Suisse romande, est pratiquement inconnu dans le reste de la Suisse.

## Études
L'historien Antoine Lilti fait naître les premières célébrités au milieu du XVIIIe siècle avec des artistes romantiques (Goethe, Byron), des personnalités liées à la « société du spectacle » (Sarah Siddons, François-Joseph Talma) et des figures politiques (Jean-Jacques Rousseau, Voltaire, Mirabeau, Napoléon), considérant qu'elles connaissent la popularité de leur vivant (à la différence de la gloire posthume), grâce à leur médiatisation par la circulation des images (bustes, gravures, estampes reproduites à grande échelle) et la presse auprès d'un public urbain qui s’attache plus à leur personne qu'à leur œuvre.
Selon la sociologue Nathalie Heinich, la célébrité relève longtemps de la renommée des personnages (diffusion de leur nom et de récits associés à la célébrité) avant d'être étendue au XIXe siècle à la reconnaissance grâce au développement de la diffusion massive de leur image et de leur nom, à travers la photographie et l'impression (l'étymologie du terme vedette, de l’italien vedetta, « observatoire », montre bien cette dimension de visibilité). Elle classe les personnalités médiatiques selon l'origine de leur « capital de visibilité » : visibilité motivée par une valeur (performance sportive ou électorale, talent), visibilité accidentelle (exemple des héros de fait divers) et visibilité qui n’a d’autre origine qu’elle-même (présentateurs de télévision, célébrités de la téléréalité connues essentiellement pour leur notoriété).
Ce n'est que dans les années 1970 que les universitaires anglophones commencent à analyser le phénomène de célébrité, à travers les Celebrity [ou Star] Studies. Selon Sofia Johansson, les « plus récentes analyses des médias et études culturelles (par exemple Gamson 1994, Marshall 1997, Giles 2000, Turner, Marshall and Bonner 2000, Rojek 2001, Turner 2004) ont plutôt traité l'idée d'une « culture de la célébrité » contemporaine ». Dans les analyses de la culture de la célébrité, « la renommée et ses éléments constitutifs sont conçus comme un procédé social plus large, liés à des développements économiques, politiques, technologiques et culturels largement répandus ».
Quelques études se sont aussi penchées sur une forme parfois pathologique du culte de la personnalité, dite Syndrome d'adoration des célébrités.

## Dans la fiction
Les films Celebrità (it) (1981) de Nini Grassia et Celebrity (1998) de Woody Allen, traitent du sujet.

## Citation
« La célébrité, c'est l'avantage d'être connu de gens qu'on ne connaît pas, et qui ne nous connaissent pas. »

— Citation de Sébastien-Roch Nicolas de Chamfort (artiste, écrivain, journaliste, moraliste, poète, 1740-1794), qui courait dans les « salons parisiens » du XIXe siècle à chaque éclosion spectaculaire d'une personnalité populaire.

### Ressource radiophonique
- Jean-Noël Jeanneney, « Au XVIIIe siècle, l'émergence de la célébrité » [audio], émission Concordance des temps (59 min), France Culture, 30 mai 2015.